# Ояла, Алекси Микаэль
Алекси Микаэль Ояла (фин. Aleksi Mikael Ojala; род. 9 декабря 1992, Урьяла, Турку-Пори) — финский легкоатлет, специализирующийся в спортивной ходьбе на 50 км; член сборной Финляндии на летних Олимпийских играх 2016 и 2020/21 года.
Представляет клуб Turun Weikot, тренируясь у Реймы Салонена.